# Stegidotea latipoda
Stegidotea latipoda är en kräftdjursart som beskrevs av Gary C.B. Poore 1990. Stegidotea latipoda ingår i släktet Stegidotea och familjen Chaetiliidae. Inga underarter finns listade i Catalogue of Life.